# Sérgio Guimarães
Antônio Sérgio Arantes Braga Guimarães (Santo Anastácio, 1951) é um educador e escritor brasileiro.

## Biografia
Formado em Comunicação Social pela USP em 1974, lecionou Civilização e Literatura Brasileira na universidade de Lyon II, na França. Trabalhou para a Unesco em Angola. Voltou para o Brasil na década de 1980 e colaborou com Paulo Freire. Como representante do Unicef, atuou no Haiti, Marrocos, Moçambique, Angola, Guiné-Bissau e Honduras.
Seu romance Zé, Mizé, Camarada André foi vencedor do Prêmio Sesc de Literatura e finalista do Prêmio São Paulo de Literatura (categoria Autor Estreante).

## Obras publicadas
- 2008 - Zé, Mizé, Camarada André - Record

### Não ficção
- 1986 - Pedagogia: diálogo e conflito (com Moacir Gadotti e Paulo Freire) - Cortez Editora
- 2001 - Sobre educação: diálogos (com Paulo Freire) - Paz & Terra
- 2003 - A Africa ensinando a gente: Angola, Guiné-Bissau, São Tomé e Príncipe (com Paulo Freire) - Paz & Terra
- 2008 - Sobre educação: dever de casa (com Paulo Freire) - Paz & Terra
- 2010 - Aprendendo com a própria história (com Paulo Freire) - Paz & Terra
- 2011 - Dialogando com a própria história (com Paulo Freire) - Paz & Terra